# Grotta delle Tre Porte
La Grotta delle Tre Porte è un sito archeologico a Capo di Leuca in provincia di Lecce.
Nella sala denominata "Antro del bambino", insieme a resti di fauna pleistocenica, è stato ritrovato il molare fossile appartenuto a un bimbo Neandertal di circa dieci anni. Si tratta del primo ritrovamento del genere nel Salento e l'ottavo in Italia.